# ATP5C1
ATP5C1 (англ. ATP synthase, H+ transporting, mitochondrial F1 complex, gamma polypeptide 1) – білок, який кодується однойменним геном, розташованим у людей на короткому плечі 10-ї хромосоми. Довжина поліпептидного ланцюга білка становить 298 амінокислот, а молекулярна маса — 32 996.
| 10         |  | 20         |  | 30         |  | 40         |  | 50         |
| ---------- |  | ---------- |  | ---------- |  | ---------- |  | ---------- |
| MFSRAGVAGL |  | SAWTLQPQWI |  | QVRNMATLKD |  | ITRRLKSIKN |  | IQKITKSMKM |
| VAAAKYARAE |  | RELKPARIYG |  | LGSLALYEKA |  | DIKGPEDKKK |  | HLLIGVSSDR |
| GLCGAIHSSI |  | AKQMKSEVAT |  | LTAAGKEVML |  | VGIGDKIRGI |  | LYRTHSDQFL |
| VAFKEVGRKP |  | PTFGDASVIA |  | LELLNSGYEF |  | DEGSIIFNKF |  | RSVISYKTEE |
| KPIFSLNTVA |  | SADSMSIYDD |  | IDADVLQNYQ |  | EYNLANIIYY |  | SLKESTTSEQ |
| SARMTAMDNA |  | SKNASEMIDK |  | LTLTFNRTRQ |  | AVITKELIEI |  | ISGAAALD   |

A: Аланін

C: Цистеїн

D: Аспарагінова кислота

E: Глутамінова кислота

F: Фенілаланін

G: Гліцин

H: Гістидин

I: Ізолейцин

K: Лізин

L: Лейцин

M: Метіонін

N: Аспарагін

P: Пролін

Q: Глутамін

R: Аргінін

S: Серин

T: Треонін

V: Валін

W: Триптофан

Кодований геном білок за функцією належить до фосфопротеїнів. 
Задіяний у таких біологічних процесах, як транспорт іонів, транспорт, синтез АТФ, транспорт протонів, ацетилювання, альтернативний сплайсинг. 
Локалізований у мембрані, мітохондрії, внутрішній мембрані мітохондрії.